# Airdrie and Shotts (circonscription du Parlement écossais)
Pour les articles homonymes, voir Airdrie and Shotts.
Ne doit pas être confondu avec Airdrie and Shotts (circonscription du Parlement britannique).
Circonscription parlementaire du Parlement écossais
La circonscription d'Airdrie and Shotts est une circonscription électorale écossaise crée en 1999.

## Liste des députés
| Élection | Député           | Parti | Parti        |
| -------- | ---------------- | ----- | ------------ |
| 1999     | Karen Whitefield |       | Travailliste |
| 2003     | Karen Whitefield |       | Travailliste |
| 2007     | Karen Whitefield |       | Travailliste |
| 2011     | Alex Neil        |       | SNP          |
| 2016     | Alex Neil        |       | SNP          |

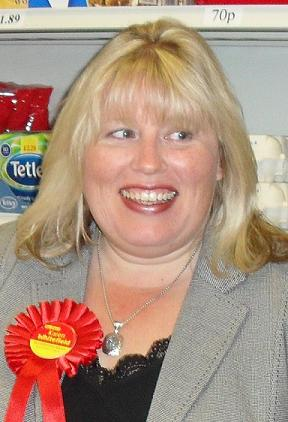
Karen Whitefield (1999-2011)
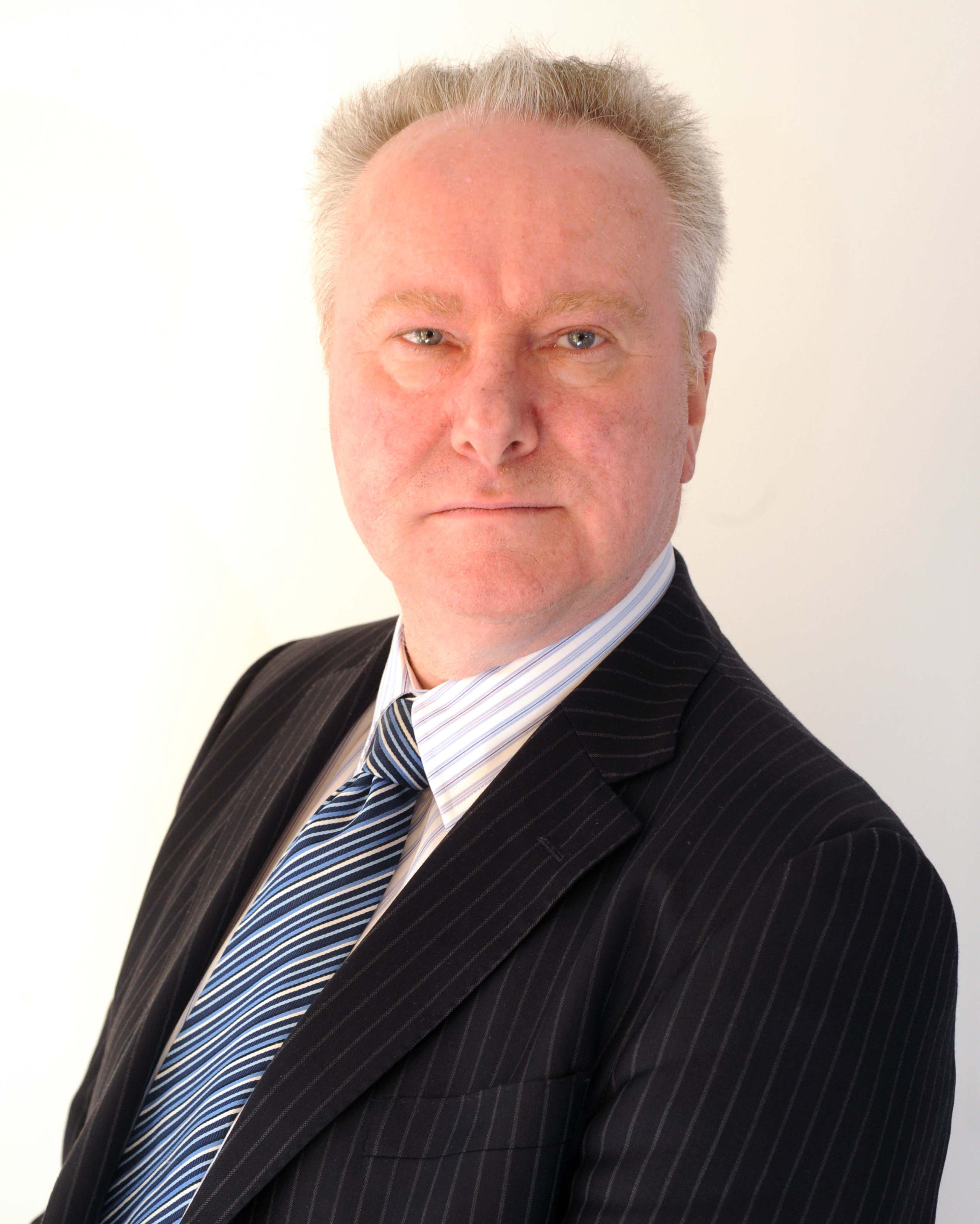
Alex Neil (2011-Présent)

## Résultats des deux candidats arrivés en tête
| Élection | Candidat arrivé 1er | Parti  | Parti        | Score           | Candidat arrivé 2e | Parti | Parti        | Score  |
| -------- | ------------------- | ------ | ------------ | --------------- | ------------------ | ----- | ------------ | ------ |
| 1999     | Karen Whitefield    |        | Travailliste | 55,2 %          | Gil Paterson       |       | SNP          | 28,2 % |
| 2003     | Karen Whitefield    | 59,0 % | Travailliste | 20,9 %          | Gil Paterson       |       | SNP          |        |
| 2007     | Karen Whitefield    | 43,8 % | Travailliste | Sophia Coyle    | 38,5 %             |       | SNP          |        |
| 2011     | Alex Neil           |        | SNP          | 50,2 %          | Karen Whitefield   |       | Travailliste | 41,8 % |
| 2016     | Alex Neil           | 52,5 % | SNP          | Richard Leonard | 29,2 %             |       | Travailliste |        |

## Référence
- (en) Cet article est partiellement ou en totalité issu de l’article de Wikipédia en anglais intitulé « Airdrie and Shotts (Scottish Parliament constituency) » (voir la liste des auteurs).
- Carte des circonscriptions du Royaume-Uni — Ordnance Survey (Service cartographique du Royaume-Uni)